# 格布哈德·莱贝雷希特·冯·布吕歇尔
格布哈德·莱贝雷希特·冯·布吕歇尔，瓦尔施塔特公爵（Gebhard Leberecht von Blücher, Fürst von Wahlstatt，德語發音：[ˈɡɛphaʁt ˈleːbəʁɛçt fɔn ˈblʏçɐ]，1742年12月16日－1819年9月12日），普鲁士元帅，在数次重大战役中名声远扬。他积极进攻的指挥风格为他赢得了“前进元帅”的称号。布吕歇尔在1816年被评为柏林和罗斯托克的名誉市民。瓦尔哈拉神殿立有他的胸像。

## 早年经历
1742年12月16日，布吕歇尔生于罗斯托克附近的托伊藤温克尔（现在是罗斯托克的一个区），是家中第九个孩子。1756年，在短期求学中不甚用心的布吕歇尔违背父母的意愿，与兄长一起投奔瑞典军队，在七年战争中作为一名驃騎兵参与对普鲁士作战。1760年，布吕歇尔被普鲁士的贝灵的驃骑兵团俘虏，指挥官贝灵上校是布吕歇尔的亲戚，遂说服他为普鲁士效力，担任贝灵的副官。此后布吕歇尔在战斗中表现英勇，军衔从旗手（候补骑兵军官）升至上尉（1771年）。

## 归隐田园
1773年初，由于袒护一名与1772年波兰暴动有牵连的牧师，而未被考虑晋升为少校和骑兵中队长的布吕歇尔愤然提出辞职。腓特烈大帝用一句「（冯·布吕歇尔上尉可以滚蛋了）」同意了布吕歇尔的请求。很快布吕歇尔就对此次鲁莽行动感到后悔，并在这之后多次请求重返军队，但均被腓特烈大帝拒绝。1773年6月，布吕歇尔与卡罗琳·阿玛丽·冯·梅灵结婚，在波莫瑞开始了十五年的经营田庄生活，后来有了七个孩子，还于1782年在施塔加特被选为当地共济会分会的成员。

## 重返军队
1787年，腓特烈二世逝世，其侄腓特烈·威廉二世即位，布吕歇尔被重新起用并授以少校军衔，回到他原来所在的轻骑兵团。同年，布吕歇尔参加了远征荷兰的军事行动，1788年升为中校，1789年获表功勋章（Pour le Mérite），1790年升为上校。1794年，布吕歇尔率队在吉尔维勒与法军交战取胜，缴获六门火炮，凭此战功升为少将。1799年，布吕歇尔加入哈瑙的共济会分会。1801年，布吕歇尔升为中将，加入埃梅里希的共济会分会，他的两个儿子和九名下属也一同入会。1802年，他为普鲁士占领了埃尔福特和米尔豪森，并于1802年至1806年任明斯特共济会分会的主席。

## 耶拿和奥尔施泰特战役
1806年，新的反法同盟结成，担任新设置威斯特法伦省军事长官的布吕歇尔率军与布伦瑞克公爵在图林根汇合，发起耶拿战役中的第一场骑兵攻势，结果落败，原因是布吕歇尔过于急躁，在炮兵和步兵还未建好工事之前就去进攻精力充沛且战斗力强的法国步兵。在溃退中，布吕歇尔临时接管了保护国王的二百人禁卫骑兵中队。
随后，布吕歇尔又集结部分被击退的普军，和沙恩霍斯特一起把34门重炮转移到安全的地方，两人的友谊就是在这时开始的。布吕歇尔任命沙恩霍斯特为参谋长，共同制订作战计划，他们打算用本部人马吸引法军的注意，从而让普鲁士有机会拉起新队伍再次进攻法军。
事实上法军分三路追击，指挥官分别是贝尔纳多特元帅（后来成为瑞典国王，称卡尔十四世·约翰）、苏尔特元帅和缪拉元帅，追击布吕歇尔部的只是贝尔纳多特部。尽管给养不足，以及急行军（20天行进700公里）造成大幅减员，布吕歇尔部还是暂且甩掉了追兵，并和魏玛公爵的队伍在米里茨湖东岸汇合，兵力从10000人增加到21000人。在此期间，布吕歇尔拒绝了贝尔纳多特的两次劝降。形势相当严峻，仅在施特雷利茨附近布吕歇尔部就因作战和饥饿损失了5000人。

## 在吕贝克和拉特考
自由帝国自由市吕贝克是布吕歇尔部的下一个目的地，这座中立城市并无武装，普军于11月5日用斧头在紧闭的城门上劈开了入口。法军则于11月6日抵达，在贝尔纳多特的指挥下开始攻城。在防守中，普军与沙恩霍斯特的命令相违，试图把城墙外的大炮撤入城内，法军趁机夺取了敞开的城门。经过血腥的巷战，法军控制了吕贝克，俘获大批普军，其中包括沙恩霍斯特和受重伤的约尔克。
布吕歇尔率9000人逃脱，经施瓦尔陶撤往拉特考，将指挥部设在当地的牧师驻所。普军让这个村庄异常混乱，燕麦、干草、红苜蓿和面包，各种东西都被征用，教堂也被砸开当作马厩。随后赶来的法军炮兵在一片灌木林中布阵，准备轰击拉特考。这时，布吕歇尔听闻特拉维明德落入法军之手，便决定“为了拉特考村和施罗特尔牧师的利益”接受贝尔纳多特的第三次劝降，但提出了附加条件，一条要求宣称他是在弹尽粮绝的情况下投降的，另一条要求法军向普军致敬。贝尔纳多特起初不愿同意附加条件，无奈布吕歇尔不为其它方案打动，只好作出让步。战事结束，法军沿着欧丁至吕贝克的道路列队，向经过的普军战俘致敬，拉特考有一棵橡树立于这条路旁，后称为布吕歇尔橡树（1856年在橡树旁立起一块花岗岩石碑，上书 Blücher 6./7. November 1806）。布吕歇尔没有像他的士兵一样被缴械，因为出于个人敬意，贝尔纳多特取消了转交军刀的受降仪式。

## 休战
在被关押期间，布吕歇尔被给予较大的活动自由。1807年，布吕歇尔获释，作为交换，反法同盟一方释放了维克多将军。在柯尼斯堡王宫（此时柏林被法军占领，普鲁士王室迁至柯尼斯堡）作短暂停留后，布吕歇尔奉命带领普鲁士支援部队前往瑞典属波莫瑞，协助瑞典国王古斯塔夫四世·阿道夫的军队，但并未进行战斗。同年，布吕歇尔出任波莫瑞和诺伊马克的总督，1809年又成为骑兵上将。
布吕歇尔强烈要求展开对法解放战争并致力于普鲁士军队改革，因而成了此时已正式与法国结盟的普鲁士王廷所不受欢迎的人。1812年，由于秘密训练不被允许的预备役军队一事被法国间谍发现，布吕歇尔又一次离开军队，隐逸于西里西亚的昆岑村。

## 反攻和晚年
1813年，普鲁士重新对法宣战，布吕歇尔被召回，率领普军参加吕岑战役和包岑战役。之后，四万普军和五万俄军整编为西里西亚军团，布吕歇尔任军团总司令，格奈则瑙和穆弗灵任参谋。

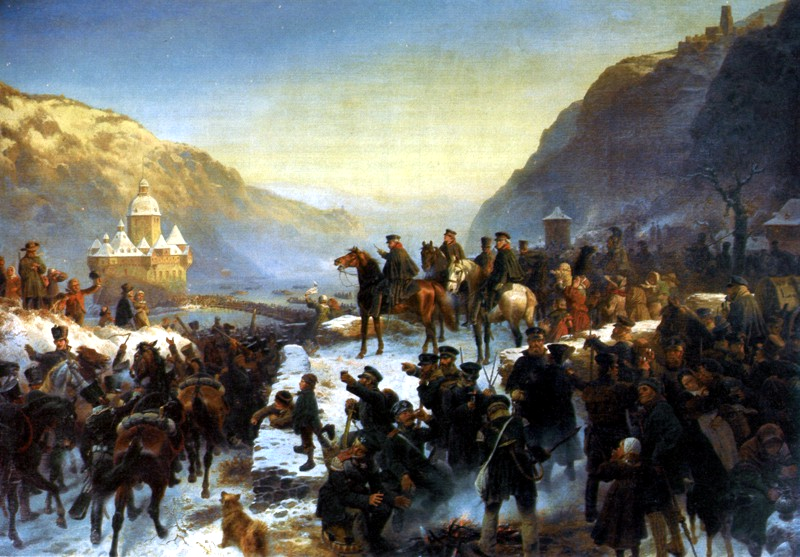
布吕歇尔在考布横渡莱茵河（威廉·坎普豪森历史油画）

在8月26日的卡茨巴赫战役中，布吕歇尔率军歼灭了法国元帅麦克唐纳德的队伍。9月18日，布吕歇尔在鲍岑的共济会分会发表讲话，表达了他作为军人对战争中苦难民众的同情以及对共济会组织的信赖。10月9日，布吕歇尔将司令部迁到莱比锡附近的保赫，于10月16日在穆科恩击败法国元帅奧古斯特·德·馬爾蒙，这次胜利对莱比锡战役的战局有重大影响。
在此期间晋升为元帅的布吕歇尔积极主张将战事推向法国本土，12月，西里西亚军团在莱茵河右岸集结，队伍从曼海姆延伸到诺伊维德。布吕歇尔所在的军团中心，包括约克部和朗格隆部，驻扎在陶努斯山区的考布一带。翌年1月1日，先锋和第一批部队乘轻舟渡河，俄国工兵则为后续部队搭建浮桥。2月1日，布吕歇尔在拉洛提埃尔附近與拿破仑激战并迫使其撤退，进军巴黎之路似乎敞开。然而其随后却连续惨败于拿破仑。布吕歇尔并不气馁，于3月9日在劳恩取得了重大胜利，率军与从比利时赶来的比洛部一同开往巴黎。3月31日，巴黎投降，数日后拿破仑退位。6月3日，布吕歇尔被封为瓦尔施塔特公爵，领地在科里布洛维茨。6月6日，布吕歇尔应邀访问伦敦，受到热烈欢迎。

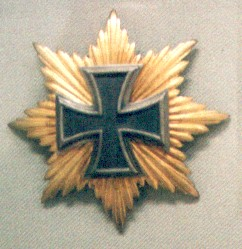
布吕歇尔星形勋章

返回普鲁士后，布吕歇尔决定在领地养老，但不久便因为拿破仑的复出再次披挂上阵。此次布吕歇尔统帅十五万普军驻于比利时，先在1815年6月16日的里格尼战役中大败，但参谋长格奈森瑙协助布吕歇尔重整队伍，两天后及时出现在滑铁卢战役中，给拿破仑的法军沉重一击。战役结束后，威灵顿公爵率领的联军已相当疲惫，于是由格奈森瑙带领普军追击败退的法军，不久拿破仑再次退位。
同年，布吕歇尔获得一枚为他特制的铁十字勋章，即布吕歇尔星形勋章，翌年又被评为柏林和罗斯托克的名誉市民。此后布吕歇尔在领地安度晚年，其间常去卡尔斯巴德疗养。

## 评价

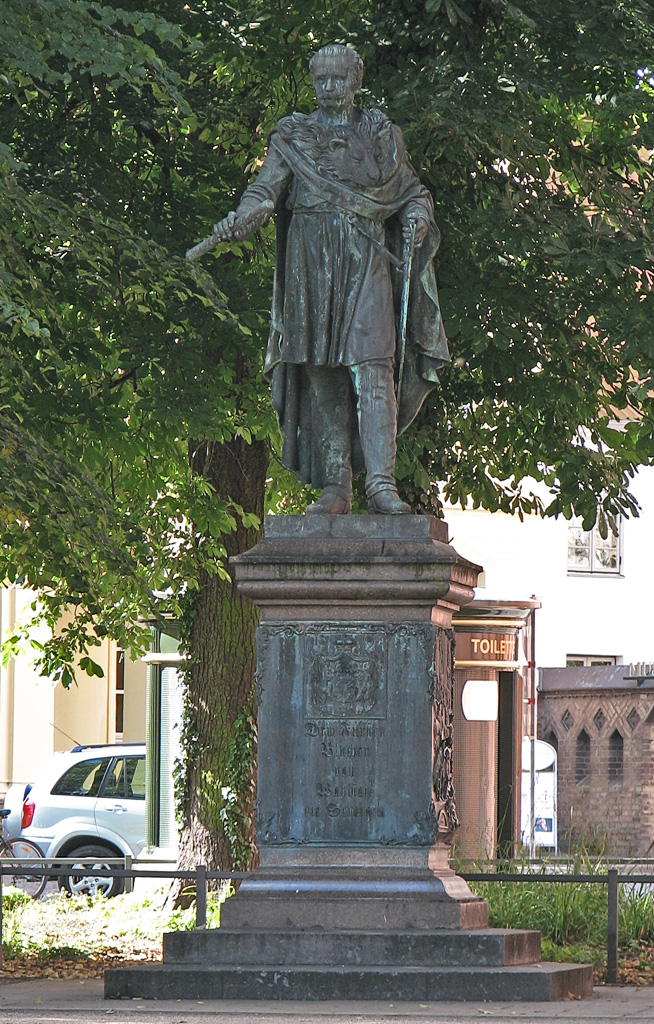
位于罗斯托克大学广场的布吕歇尔纪念像

布吕歇尔在军队中很受爱戴，他依照沙恩霍斯特的军事改革方案取消体罚，积极为军队征集物资，甚至一度纵容士兵劫掠。布吕歇尔有著鲁莽大胆又平易近人的性格，并不以战略见长，在战术上则有他所信赖的几位参谋相助。布吕歇尔在英国也得到尊敬，“铁路之父”乔治·史蒂芬森早期发明的一部蒸汽机车即以布吕歇尔命名。
在罗斯托克布吕歇尔纪念像基座的背面，刻有一首歌德应市民请求所作的诗。虽然歌德本人不赞成对法战争中的沙文主义狂热，而且一向钦佩拿破仑，但这位伟大的诗人还是找到了合适的颂词献给布吕歇尔：
（大意为：期望着，战斗着；亦有挫折，亦有胜利；从而觉醒，从而壮大；就这样，他使我们挣脱了敌人。）
德国有一句俗语叫（他办事就像布吕歇尔在卡茨巴赫河畔一样），即是说某人办事雷厉风行。